# Saint-Germier (Deux-Sèvres)
Saint-Germier é uma comuna francesa na região administrativa da Nova Aquitânia, no departamento de Deux-Sèvres. Estende-se por uma área de 11,78 km². Em 2010 a comuna tinha 234 habitantes (densidade: 19,9 hab./km²).